# Caroline Bourg
Pour les articles homonymes, voir Bourg (homonymie).
Caroline Bourg est une actrice française née le 17 décembre 1980 à Valenciennes, dans le Nord.
Elle est surtout connue pour son rôle d'Elsa Bailly (dans la série télévisée Plus belle la vie), qu'elle interprète de 2010 à 2022.

## Biographie

### Carrière
Caroline Bourg s'installe à Paris à 18 ans avec le rêve de devenir comédienne. Elle suit pendant deux ans des cours de théâtre. En 2003, elle intègre la distribution de Sous le soleil, en interprétant le docteur Anna Costelle, jusqu'en 2007. Elle enchaîne les guests dans diverses séries et elle décroche, en 2010, un rôle régulier dans Plus belle la vie, celui d'Elsa Bailly. La même année, elle fait une apparition aux côtés d'Audrey Fleurot dans Intouchables.
Caroline Bourg parle couramment l'italien et maîtrise l'anglais.

### Vie privée
Le 6 octobre 2016, Caroline Bourg et son mari italien accueillent leur premier enfant, un petit garçon prénommé Alexandre Angelo.
En octobre 2017, Caroline se rend dans un établissement scolaire de Valenciennes pour y lire une dictée au profit d'ELA (Associations Européennes contre la Leucodystrophie), association dont elle est marraine depuis 2007.

## Filmographie

### Cinéma

#### Longs métrages
- 2005 : Clémence de Franck Buchter
- 2006 : Tel père telle fille d'Olivier de Plas : Géraldine
- 2007 : La Chambre des morts d'Alfred Lot : la mère
- 2008 : Victor de Thomas Gilou : la comptable
- 2011 : Intouchables d'Éric Toledano et Olivier Nakache : Frédérique
- 2014 : Rosso Mille Miglia (film italien) de Claudio Uberti : La journaliste française
- 2017 : La Fête des mères de Marie-Castille Mention-Schaar : La mère dans le bus
- 2022 : J'adore ce que vous faites[5] de Philippe Guillard : Sophie
- 2024 : Belle Enfant de Jim : Salomé

#### Courts métrages
- 2004 : Sidonie d'elle-même et d'Érik Colin : Rôle principal
- 2004 : Libre-échange d'Olivier de Plas : Séverine
- 2005 : Auto-stop de Nassim Ben Allal : Angela
- 2007 : C'est trop tard de Jean-Claude Jean : Rôle principal
- 2007 : Rencontre d'Alain Monne : Premier rôle féminin
- 2007 : Le goût du sel sur ta peau de Valérie Gaudissart : Premier rôle féminin
- 2007 : Menteuse de David-Alexandre Detilleux : Premier rôle féminin
- 2008 : Le temps des choix de David-Alexandre Detilleux
- 2009 : Charmante Mira de Franck Victor : Alice
- 2010 : Amours interdits de Pierre-Marie Laguet
- 2013 : Un jour de plus d'Alban Sapin : Premier rôle féminin
- 2014 : L'orlo (l'ourlet) de Francesca Sambataro : Premier rôle féminin
- 2015 : How I feel de Marco Gradara : Premier rôle féminin
- 2018 : Maud et Jean de Charlène Abramson : Premier rôle féminin

### Télévision
- 2003 - 2007 : Sous le soleil (divers réalisateurs) : Dr Anna Costelle
- 2005 : Léa Parker d'Olivier Jamain : Vanessa Hébert (saison 2, épisode 13 : Braqueurs)
- 2006 : La Maison Dombais et Fils de Laurent Jaoui : Édith de Préville
- 2007 : Versailles, le rêve d'un roi de Thierry Binisti : Mme de Montespan
- 2007 : Avocats et Associés de Bruno Garcia : Marie Delale (épisode Contestations)
- 2008 : Ça va pas être possible de François Guérin : Maya
- 2009 : Un flic de Patrick Dewolf : Éliane Richard (épisode Faux semblants)
- 2009 : La Louve de Bruno Bontzolakis : Isabelle Jussac (saison 1, épisode 3 : Descente au 7e cercle)
- 2009 : L'Affaire Salengro d'Yves Boisset : invitée de Blum
- 2011 : Le Jour où tout a basculé : Adeline (épisode Mon mari me trompe)
- 2010 - 2022 : Plus belle la vie : Elsa Bailly
- 2011 : Des soucis et des hommes de Christophe Barraud : Élodie Girardon
- 2011 : Détectives de Lorenzo Gabriele : Estelle Gebwiller
- 2011 : Section de recherches de François Guérin : Katia (saison 6, épisode 5 : Sauveteurs)
- 2012 : Les Séniors de Nath Dumont : La directrice de la maison de retraite
- 2012 : Cent pages blanches de Laurent Jaoui : Julia
- 2012 : Boulevard du Palais de Christian Bonnet : Lise Pelletier (épisode Silence de mort)
- 2012 : RIS police scientifique de Alexandre Laurent, Hervé Brami : Madame Le Procureur (saison 8 et 9)
- 2013 : Scènes de ménages de Francis Duquet : L'amie de Liliane et José
- 2013 : Commissaire Magellan de Hervé Brami : Brigitte Magny (saison 1, épisode : Room Service)
- 2014 : La Stagiaire de Christophe Campos : Ludivine Luthier
- 2015 : Caïn de Christophe Douchand : Nathalie Malherbe (saison 3, épisode 5)
- 2016 : Braquo de Frédéric Jardin : Avocate (saison 4, épisode 7 et 8)
- 2017 : Alice Nevers, le juge est une femme : Céline Drieux (saison 15, épisode 6 : Divine compagnie)
- 2017 : Mongeville de Marwen Abdallah : Judith Prat (saison 5 épisode 3)
- 2017 : Joséphine, ange gardien : Clotilde, la directrice du camp (saison 18, épisode 2 : Le mystère des pierres qui chantent)
- 2018 : Une famille formidable : la Juge Comanges (saison 15, épisodes 52 à 56)
- 2019 : Jamais sans toi, Louna : Commandant Dorval
- 2019 : Camping Paradis : Sandrine (épisodes 77 et 78)
- 2019 : Tandem : Nathalie Parisot (saison 4, épisode 2)
- 2019 : Balthazar : Charlotte Courtin (saison 2, épisode1)
- 2019 : Clem : La maitresse d'Emma (saison 9, épisode 5)
- 2020 : Meurtres dans les trois vallées d'Emmanuel Rigaut : Agnès
- 2021 : Service volé de Jérôme Foulon : Michèle

### Publicités
- 2014 : IPhone 4S d'Apple
- 2015 : Groupama[6]
- 2018 : Banque Populaire

## Théâtre
- 2005 : Chansons croisées de Marc Hollogne
- 2009 : La Salle de bain d'Astrid Veillon, mise en scène Olivier Macé et Jean-Pierre Dravel, Théâtre Rive Gauche
- 2019 : Les Contes d'Adeline de Adeline Blondieau, spectacle pour enfants, Comédie Saint-Michel

## Doublage

### Cinéma

#### Films
- Elizabeth Banks dans :
  - 40 ans, toujours puceau (2005) : Beth
  - Horribilis (2006) : Starla Grant
  - The Hit Girls (2012) : Gail Abernathy-McKadden
  - Pitch Perfect 2 (2015) : Gail Abernathy-McKadden-Feinberger
  - Pitch Perfect 3 (2017) : Gail Abernathy-McKadden-Feinberger

- 2011 : Limitless : Rebecca Dayan (Rebecca Dayan)
- 2023 : Dieu, tu es là ? C'est moi, Margaret : Jan Wheeler (Kate MacCluggage)
- 2023 : Robots : Francesca (Emanuela Postacchini)
- 2023 : Bihter : A Forbidden Passion (tr) : Mademoiselle (Ebru Özkan)
- 2024 : Night Swim : Angel (Ellie Araiza)

#### Films d'animation
- 2022 : Le Chat potté 2 : La Dernière Quête : Jo Serpent
- 2024 : Tous en scène : Thriller : voix additionnelles

### Télévision

#### Téléfilms
- 2009 : Facteur 8 : Alerte en plein ciel : Dr Vera Überling (Lucie Muhr)
- 2021 : Le Noël surprise d'Emily : la gouverneure Hayward (Brenda Crichlow)
- 2022 : La Légende du prince de Noël : Jayne (Requell Jodeah)
- 2022 : La Recette d'un Noël inoubliable : Anna Collucia (Sarah Power)
- 2023 : Tout pour mon fils ! : Amanda (Vail Bloom)
- 2023 : L'Obsession de Natalie : Sheri Jackson (Tameka Cruel)
- 2023 : Abducted on Prom Night : Shawna McCann (Karen Cliche)
- 2023 : Vous n'aurez pas l'enfant de ma fille : Beth Davis (Veronica Long)
- 2023 : Mon faucon (de) : Inga Ehrenberg (Anne Ratte-Polle (de))

#### Séries télévisées
- 12 Monkeys : Olivia (Alisen Down)
- Casual : Sarah ( Britt Lower)
- Le Destin de Bruno : Theresa Funk (Anja Thiemann)
- The Guard : Police maritime : Nori Sato (Mieko Ouchi)
- Hatufim : Yaël Ben Horin (Adi Ezroni)
- Kojak : détective Emily Patterson (Sybil Temtchine)
- Murder City : Dr Annie Parvez (Amber Agar)
- Persons Unknown : Erika Taylor (Kandyse McClure)
- 2021 : And Just Like That... : Natasha Naginsky (Bridget Moynahan)
- 2023 : Shrinking : Lisa (Kyrsten V. Williams)
- 2024 : The New Look : Fräulein Klein (Anna Schumacher (de))
- 2024 : Supersex : Carmela (Tania Garriba (it))
- 2024 : Le Casse du ciel (sv) : Leonie (Iskra Kostić) (mini-série)
- 2024-2025 : Grey's Anatomy : Nora Young (Floriana Lima) (saison 21)

### Jeux vidéo
- 2023 : Diablo IV : une barbare
- 2024 : Star Wars Outlaws : ?